# Arley Hall

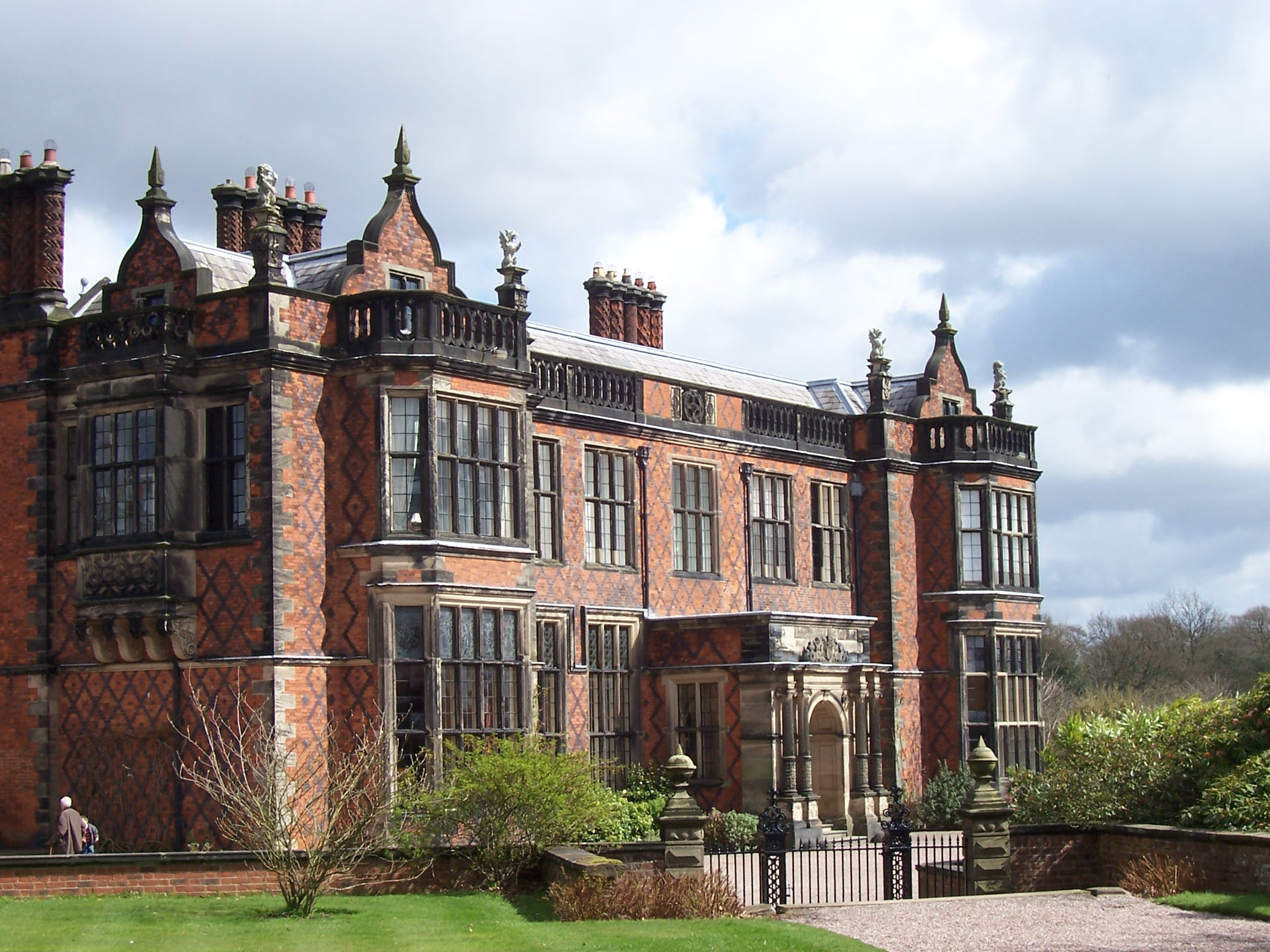
Südfront der Arley Hall

Arley Hall ist ein Landgut in Arley im Kirchspiel Aston By Budworth in Cheshire, 8 km nördlich von Northwich. Ein Haus aus dem späten Mittelalter wurde zwischen 1832 und 1845 auf Anweisung von Rowland Egerton-Warburton aus Nantwich durch den Architekten George Latham umgebaut. Das Backsteingebäude imitiert ein Renaissancegebäude aus der Zeit von Jakob I.

## Geschichte
Das Gut war seit dem 12. Jahrhundert im Besitz der Familie Warburton. 1469 erbaute Piers Warburton aus Warburton hier ein Haus. Nach dem Tode des ersten Barons Warburton 1676 war das Haus nicht mehr der Wohnsitz der Familie. Peter Warburton, der 4. Baron Warburton, erbte das Anwesen 1743. Zu dieser Zeit war das Haus noch auf drei Seiten mit einem Graben umgeben. Warburton und seine Frau Elisabeth, Tochter des 11. Grafen von Derby ließen hier einen Garten und Park anlegen. Aus dieser Zeit existieren vier Planskizzen, die vermutlich vor 1751 entstanden. Der Garten wurde durch den Gärtner Thomas Pritchard und zwei Arbeiter in Schuss gehalten. Pritchard wurde 1751 durch John Coleby abgelöst.
Als Warburton 1774 starb, war sein gleichnamiger Sohn noch Student in Oxford. Der 5. Baron heiratete 1781 Alice Parker von Astle. Er erbaute ein 1783 aufwendiges Gewächshaus mit acht Säulen und erweiterte den Park durch den Kauf von Crowley Lodge. Der Park wurde wiederum von William Emes angelegt. 1801 wurden Gruben für die Ananaszucht angelegt. Weiters gab es im Garten Melonengruben und zahlreiche Mistbeete. Peter Warburton verstarb 1813 kinderlos, der Titel erlosch und das Anwesen fiel an seinen Großneffen Rowland Egerton. Napoleon III. besuchte Arley Hall im Winter von 1847/1848, als er in England im Exil war.
Eine Fachwerkscheuer stammt von 1471, sie wurde im 19. Jahrhundert zu einer Reithalle umgebaut. Gespaltene, schräg gestellte Eichenbalken dienen als Gurtbögen. Anthony Salvin fügte dem Gebäude einen Kirchturm im „bayerischen Stil“ an. Es steht unter Denkmalschutz (Grade I). Eine weitere Scheuer stammt aus der Zeit der Tudor-Dynastie.
Haus und Garten befinden sich in Privatbesitz und können kostenpflichtig besichtigt werden. Die Anlage wird auch für Hochzeiten und Empfänge genutzt.

## Garten

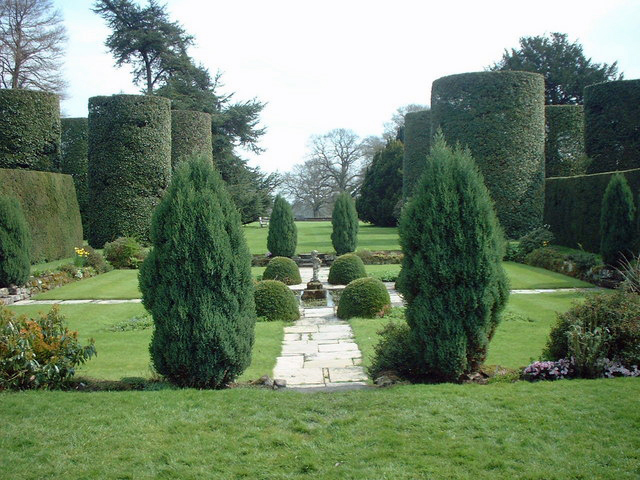
Stechpalmenallee

1751 wurde ein neuer Küchengarten mit beheizten Wänden angelegt. William Emes (1730–1803), der ehemalige Obergärtner von Kedleston Hall gestaltete einen Landschaftspark.
Rowland Egerton-Warburton ließ zwischen 1830 und 1860 einen ausgedehnte Gärten anlegen. Ein Gartenplan vom Februar 1846 ist überliefert. Eine Allee von zylindrisch geschnittenen Stechpalmen und die 90 m lange doppelte Rabatten sind besonders bekannt. Sie gelten als die älteste erhaltene Anlage dieser Art in England und sind auf dem Plan von 1846 zu sehen, müssen also älter sein. Auf der einen Seite begrenzt sie eine Ziegelmauer, auf der anderen eine zu Bastionen beschnittene Eibenhecke. Der Garten ist in einzelne Räume eingeteilt, ein Gestaltungselement, das also nicht, wie vielfach angenommen, auf den US-Amerikaner Lawrence Johnston zurückgeht.
Ein Farngarten, damals sehr populär, wurde 1857 angelegt. Antoinette Egerton-Warburton entwarf 1900 den Flag Garden. Der ummauerte Küchengarten wird nicht mehr als solcher genutzt und ist weitgehend mit Rasen bedeckt. Das Anwesen umfasst insgesamt 200 ha.
Haus und Garten stehen seit Juni 1985 unter Denkmalschutz (Grade II).